# Точка (Пензенская область)
Точка — село в Лопатинском районе Пензенской области России. Входит в состав Комсомольского сельсовета.

## География
Село расположено на берегу реки Вершаут в 4 км на северо-запад от центра сельсовета села Дубровского и в 16 к юго-востоку от райцентра села Лопатина.

## История
Основан как первое отделение (полевая точка) совхоза «Комсомолец» в 1930-е годы в составе Сойминского сельсовета Лопатинского района. В 1980-е годы — в составе Комсомольского сельсовета.

## Население
| 1939 | 1959 | 1979 | 1989 | 1996 | 2002 | 2010 |
| ---- | ---- | ---- | ---- | ---- | ---- | ---- |
| 22   | ↗270 | ↘243 | ↘202 | ↘85  | ↗172 | ↘158 |